# Zeta (rzeka)
Zeta – rzeka w Czarnogórze, prawy dopływ Moračy.Jej długość wynosi 65 km.

## Opis
Powierzchnia jej dorzecza wynosi 1597 km². Swe źródła ma na Nikšićkim polju. 
Na wysokości 625 m n.p.m. wpływa do ponoru Slivlje, płynąc przezeń przez 5 km. Na powierzchnię wypływa ponownie u podnóża góry Planinica. Do Moračy wpada w pobliżu Podgoricy.
Na rzece w 1960 roku zbudowano hydroelektrownię Perućica.